# PFCナフバホール・ナマンガン
PFCナフバホール・ナマンガン (英語: Professional Football Club Navbahor Namangan、ウズベク語: PFC Navbahor Namangan / Пфк Навбаҳор Наманган、ロシア語: Пфк Навбахор Наманган) はウズベキスタン・ナマンガン州の州都ナマンガンを本拠地とするプロサッカークラブである。キリル文字表記に従って「PFKナフバホール・ナマンガン」と表記されることもある。クラブ名は、「新しい」を意味するNav (ペルシア語: نو) と、「春」を意味するBahor (ペルシア語: بہار) を組み合わせたものである。現在、ウズベキスタンの最上位リーグであるウズベク・リーグに所属している。

## 歴史
クラブの歴史は1974年に「テクスティルシュチク (Tekstilshchik, ロシア語: Текстильщик)」というクラブ名で始まる。1978年以降、ソビエト連邦サッカーリーグのウズベキスタン地区リーグ (3部)に所属していた。1989年、ナフバホールはソビエト連邦リーグ2部へと昇格し、1991年には9位という成績を残した。
ウズベキスタンが独立を果たした1992年以降、クラブはウズベク・リーグに参加している。ナフバホールはFCブニョドコル、ネフチ・フェルガナと並び、2部に降格していない3つのクラブの一つである。1996年、ナフバホール・ナマンガンはウズベク・リーグで初優勝を果たした。また、1999年にはウズベキスタン・スーパーカップでも優勝を果たしている。
2004年シーズンの3位を最後に、クラブはウズベク・リーグでは良い成績を残せずにいる。2009年シーズンには16チーム中14位に沈み、下位2チームの降格枠を危うく免れている。

## クラブ名の変遷
- 1974-1980: テクスティルシュチク (Текстильщик)
- 1980-1983: ナフバホール (Навбахор)
- 1983-1987: アフトモビリスト (Автомобилист)
- 1988-: ナフバホール (Навбахор)

## 過去の成績

### 国内大会
- ウズベク・リーグ: 優勝
  - 1996
- ウズベク・リーグ: 3位
  - 1993,1994,1995,1997,1999,2003,2004
- ウズベキスタン・カップ: 3
  - 1992, 1995, 1998
- ウズベキスタン・スーパーカップ: 1
  - 1999

### 国際大会
- アジアカップウィナーズカップ: 4位
  - 1999-2000

## AFC主催大会での成績
- アジアクラブ選手権: 1回
  - 1997-98: グループリーグ敗退
- アジアカップウィナーズカップ: 2回出場
  - 1996-97: 2回戦敗退
  - 1999-00: 4位

## 歴代監督
| 氏名                   | 国籍                 | 期間      |
| ---------------------- | -------------------- | --------- |
| S.A. Dozeno            | ソビエト連邦の旗     | 19??-84   |
| Pavel Kim              | ソビエト連邦の旗     | 1984-1987 |
| Petr Boldyrev          | ソビエト連邦の旗     | 1988-1989 |
| Valery Gladilin        | ソビエト連邦の旗     | 1989-90   |
| イゴール・ヴォルチョク | ソビエト連邦の旗     | 1990-91   |
| Berador Abduraimov     | ウズベキスタンの旗   | 1992      |
| Boris Babaev           | ウズベキスタンの旗   | 1993      |
| Usman Asqaraliev       | ウズベキスタンの旗   | 1993      |
| シャリーフ・ナザロフ   | ウズベキスタンの旗   | 1994-1995 |
| Berador Abduraimov     | ウズベキスタンの旗   | 1995      |
| イゴール・ヴォルチョク | ロシアの旗           | 2003      |
| Rakhim Kurbanmamedov   | トルクメニスタンの旗 | 2005      |
| ルスタム・ザビロフ     | ウズベキスタンの旗   | 2005-2008 |
| Eldor Sakaev           | ウズベキスタンの旗   | 2008      |
| Rakhim Kurbanmamedov   | トルクメニスタンの旗 | 2009      |
| Viktor Djalilov        | ウズベキスタンの旗   | 2010      |
| Mustafo Bayramov       | ウズベキスタンの旗   | 2011-     |